# Decano da Capela Real
O decano da capela real, em qualquer reino, pode ser o título de um oficial encarregado de supervisionar a capela real daquele reino, o estabelecimento eclesiástico que faz parte da casa real e ministros dela.

## Inglaterra
Na Inglaterra, o decano das capelas reais foi nomeado por mandado real e seus oficiais e funcionários. O escritório do reitor (datado de 1312) é ocupado pelo bispo de Londres desde 1748. Na prática, a capela, seu coro e os vários edifícios da capela associados a ela ficam sob a supervisão do sub-reitor, que é o capelão residencial da rainha.
Como em 2019, as Capelas Reais da Inglaterra consistem em: Capela da Rainha; a Capela Real, o Palácio de São Tiago; a Capela Real, Palácio de Hampton Court; a capela de São Pedro ad Vincula (torre de Londres); a capela de São João Evangelista (Torre de Londres); e a capela da rainha da Sabóia.

### Suportes de escritório
Eduardo III (1327)
- c. 1349  : John de Wodeford
- c. 1356  : John de Leek

Ricardo II (1377)
- c. 1380  : Thomas de Lynton ( cânone de Windsor, 1378–1387)
- c. 1389  : John Boor (cânone de Windsor, 1389-1402)

Henrique IV (1399)
- c. 1400  : Richard Kyngeston, arquidiácono de Hereford e cânone de Windsor
- c. 1403  : Richard Prentys, arquidiácono de West Ham e cânone de Windsor

Henrique V (1413)
- 1414: Edmund Lacey, cânone de Windsor (tornou-se bispo de Hereford, 1417)
- 1417-1432: Robert Gilbert (mais tarde bispo de Londres, 1436)

Henrique VI (1422)
- 1432-1438: Richard Praty (tornou-se bispo de Chichester, 1438) [2]
- 1438-1444: John Croucher, decano de Chichester [2]
- 1444-1449 (d. ): Robert Ayscogh  (possivelmente Robert Aiscough, mais tarde arquidiácono de Exeter )
- 1449-1468 (d. ): William Say, decano de São Paulo de 1457 e arquidiácono de Northampton de 1464

Eduardo IV (1461); Henrique VI (restaurado em 1470)
- 1469-1470 (d. ): Thomas Bonyfaunt

Eduardo IV (restaurado em 1471)
- c. 1471  : William Dudley, cânone então decano de Windsor (tornou-se bispo de Durham )
- 1476: John Gunthorpe, decano de Wells e, até 1478, arquidiácono de Essex
- c. 1483  : William Chauntre, arquidiácono de Derby

Ricardo III (1483)
- 1483: William Beverley, decano de Middleham, Yorkshire

Henrique VII (1485)
- c. 1489  : Richard Hill, bispo de Londres
- c. 1496  : Thomas Jane, bispo de Norwich
- 1497-1501: Richard Nikke, arquidiácono de Wells (mais tarde bispo de Norwich, 1501-1535)
- c. 1501  : Geoffrey Simeon (mais tarde decano de Lincoln )
- 1502: William Atwater, cânone de Windsor 1504-1514, então bispo de Lincoln

Henrique VIII (1509); Eduardo VI (1547); Maria I (1553)
- 1514-1519: John Vesey (bispo de Exeter, 1519-1551)
- 1519–> 1525: Richard Sampson, arquidiácono da Cornualha, 1517
- 1534-1558: Thomas Thirlby, bispo de Westminster, 1540-1550

Elizabeth I (1558)
- 1558–1583: George Carew, decano de Bristol
- 1583–1603: Sem compromisso

James I (1603)
- 1603-1618: James Montague, decano de Lichfield
- 1618-1626: Lancelot Andrewes, bispo de Ely até 1619, então bispo de Winchester

Carlos I (1625)
- 1626: William Laud, bispo de St David's até 1626, depois bispo de Bath and Wells até 1628, depois bispo de Londres até 1633, depois arcebispo de Canterbury
- 1643–1651: Richard Steward ( reitor de Eton e decano de São Paulo (mas não instalado), 1642–1651))

Commonwealth (1649)
Carlos II (1660)
- 7 de junho de 1660: Gilbert Sheldon, bispo de Londres
- 2 de outubro de 1663: George Morley, bispo de Winchester
- 7 de fevereiro de 1668: Herbert Croft, bispo de Hereford
- 5 de abril de 1669: Walter Blandford, bispo de Oxford até 1671, depois bispo de Worcester
- 15 de julho de 1675: Henry Compton, bispo de Londres

James II (1685)
- 28 de dezembro de 1685: Nathaniel Crew, bispo de Durham

Guilherme III (1689)
- 20 de setembro de 1689: Henry Compton, bispo de Londres (novamente)

Anne (1702)
- 17 de julho de 1713: John Robinson, bispo de Bristol até 1714, depois bispo de Londres

Jorge I (1714)
- 15 de março de 1718: William Talbot, bispo de Salisbury

Jorge II (1727)
- 17 de novembro de 1721 - 1748: Edmund Gibson, bispo de Lincoln até 1723, depois bispo de Londres
- Para os decanos depois de 1748, veja o Bispo de Londres

Elizabeth II (1952)
- Após sua aposentadoria em 2017 como bispo de Londres, Lord Chartres permaneceu como decano, enquanto Sarah Mullally se acostumou a seus vários deveres e responsabilidades como bispo de Londres;[3] como tal, ele ajudou no batismo do príncipe Louis de Cambridge em 9 de julho de 2018 [4] e no tradicional serviço de epifania na Chapel Royal em 6 de janeiro de 2019.[5] Lord Chartres se aposentou como decano da capela real em julho de 2019.[1]

## Escócia
Na Escócia, o título aparece pela primeira vez no século XV, quando pode ter se referido a uma pré - curva na igreja de St. Mary on the Rock, St. Andrews . Em 1501, James IV fundou uma nova Capela Real no Castelo de Stirling, mas a partir de 1504 o reinado foi mantido por sucessivos Bispos de Galloway com o título de Bispo da Capela Real e autoridade sobre todos os palácios reais da Escócia. O decano foi anexado ao bispado de Dunblane em 1621, e a Capela Real foi removida para Holyrood.
O escritório de Dean foi suprimido com a abolição da prelazia em 1689, e as receitas da Chapel Royal reverteram para a Coroa. Os subsídios dessas receitas foram concedidos a ministros individuais da Igreja da Escócia e, a partir de 1727, parte foi destinada a três capelães reais, conhecidos coletivamente como Decanos da Capela Real. A substituição desses capelães por professores das Faculdades de Divindade da Universidade de Glasgow, da Universidade de Aberdeen, da Universidade de Edimburgo e da Universidade de St Andrews ocorreu entre 1860 e 1868. Em 1886, o escritório de Dean foi revivido e unido por mandado real ao de Dean of the Thistle, sendo finalmente separado em 1969. Sob o mandado real de 1886, o reitor também é o abade titular de Crossraguel e abade de Dundrennan.

### Titulares de escritório desde o renascimento
- 1887-1910: Cameron Lees, ministro da Catedral de St Giles até 1906 e decano do cardo
- 1910-1926: Wallace Williamson, ministro da Catedral de St Giles e decano do cardo
- 1926–1969: Charles Warr, decano do Thistle e algum dia ministro da Catedral de St Giles
- 1969–1973: James Longmuir, algum dia ministro de Chirnside
- 1974-1981: Hugh Douglas, ministro de Dundee até 1977
- 1981–1991: Robin Barbour, professor do Novo Testamento, Universidade de Aberdeen
- 1991-1996: William Morris, Ministro da Catedral de Glasgow
- 1996-2006: James Harkness, capelão-comum da rainha
- 2006–2013: John Cairns, Ministro da Igreja Paroquial de Riverside, Dumbarton
- 2013–2019: Iain Torrance,[7] Pró-chanceler da Universidade de Aberdeen, capelão-comum da rainha e decano do cardo
- 2019 – presente: David Fergusson,[8] Professor de Divindade, Universidade de Edimburgo, capelão-comum da rainha e decano do cardo

## Irlanda
A Capela Real (irlandesa: Séipéal Ríoga ) no Castelo de Dublin foi a capela oficial da Igreja da Irlanda da Casa do Senhor Tenente da Irlanda de 1814 até a criação do Estado Livre Irlandês em 1922. A partir de 1831, o capelão principal do Lord Tenente costumava ser nomeado decano da capela real.

### Titulares de escritório[9]
- 1831-1843: Charles Vignoles, decano de Ossory de 1843
- 1843-1860: Usher Tighe, decano de Leighlin até 1854, depois decano de Ardagh até 1858 (tornou-se decano de Derry )
- 1860–1866: Charles Graves, decano de Clonfert desde 1864 (tornou-se bispo de Limerick, Ardfert e Aghadoe )
- 1866-1868: William Connor Magee, decano de Cork (tornou-se bispo de Peterborough )
- 1868–1905: Hércules Dickinson (falecido em 1905)
- 1905–1913: Reginald Godfrey Michael Webster (decano em exercício de c. 1902)
- 1913-1922: Charles O'Hara Mease (falecido em 1922)